# 最高の贈りもの
『最高の贈りもの』（さいこうのおくりもの、The Best Man Holiday）は2013年に公開されたアメリカ合衆国のコメディ映画である。監督はマルコム・D・リー、主演はテイ・ディグスとサナ・レイサンが務めた。本作は1999年に公開された映画『ベストマン』の続編である。
本作は日本国内では劇場公開されていないが、2015年12月2日にDVDが発売された。

## あらすじ
ミア・サリヴァンはクリスマスパーティーの招待状を書いて旧友たちに送った。招待状を受け取った人々はサリヴァンの家に次々と到着した。彼らが一堂に会するのは14年ぶりのことであった。和やかなムードで始まったディナーだったが、シェルビーとキャンディスのあいだに険悪なムードが漂い始めた。
処女作を発表してから十数年が経過したハーパーは創作意欲の衰えに悩まされていた。しかし、金銭面で余裕のない状況にあったため、無理をしてでも新作を書き上げる必要があった。大学教授の職を辞して小説を書くことに専念するという決断が仇になったのである。ハーパーの妻、ロビンは数年間の不妊治療の末に、ついに子供を授かることができた。妊娠しているロビンに要らぬ心配をかけたくないハーパーは、しばらくの間、自分が苦悩していることを隠し通すことにした。思い悩むハーパーを見かねたエージェントは、「貴方の友人にはフットボール選手（ランス）がいましたよね。彼は今年で引退するはずです。その方の伝記を執筆しては如何でしょう」と言った。他にアイデアが浮かばないハーパーは伝記の執筆に取りかかった。
一方、マーチは子宝にも恵まれた順調な家庭生活を送っていた。ジュリアンは妻のキャンディスと共に学校設立に尽力し、ついに開校にこぎ着けた。ところが、キャンディスがかつてストリッパーとして働いていたことを知った支援者が、突然資金提供の打ち切りを通告してきた。そんな折、ジュリアンはキャンディスがパーティでストリップをしている動画をYouTubeで発見してしまった。どうして良いのか分からなくなったジュリアンは、長年の親友であるクエンティンに相談した。クエンティンはファッションブランドのマネジャーとして成功し、数多くのセレブとコネクションを持っていた。また、シェルビーは若い時分に憧れていた生活を送っていた。リアリティショーのメインキャストとして活躍する彼女は、セレブにまでのし上がることができたのである。
サリヴァンの家にやって来たハーパーは、ミアが激やせしていることに気が付いたが、旧友との再会の喜びで頭がいっぱいになった。またとない情報収集の機会を得たハーパーは、ランスについての情報を集め始めた。
パーティの後、男たちは『Can You Stand the Rain』を歌いながら踊った。その夜、サリヴァンの家に集った夫婦たちはセックスに興じていたが、ランスはミアの背中をさすっていた。ハーパーが水を飲むために階下に降りると、そこで思わぬものを目にすることになった。

## キャスト
- テイ・ディグス - ハーパー・スチュワート
- サナ・レイサン - ロビン・スチュワート
- ニア・ロング - ジョーダン・アームストロング
- モリス・チェストナット - ランス・サリヴァン
- ハロルド・ペリノー・ジュニア - ジュリアン・マーチ
- テレンス・ハワード - クエンティン・スパイヴィー
- モニカ・カルフーン - ミア・サリヴァン
- メリッサ・デ・ソーサ - シェルビー・テイラー
- レジーナ・ホール - キャンディス・スパークス（キャンディ）
- エディ・シブリアン - ブライアン・マクドナルド
- ジョン・マイケル・ヒギンズ - スタン
- アイシス・ムーア - ケネディ
- リール・ダウンズ - フェイス・サリヴァン
- カトリーヌ・ブルヒア - パーキンス医師
- シェイリン・ピエール＝ディクソン - ケリー

## 製作
2011年10月、映画『ベストマン』の続編の製作が企画されているとの報道があった。2013年2月22日、続編のタイトルが『The Best Man Holiday』になったと報じられた。4月、本作の主要撮影が始まった。

## 興行収入
本作は2013年11月15日（金）に全米2024館で封切られ、初日だけで1068万ドルを稼ぎ出した。この数字は公開8日目だった『マイティ・ソー/ダーク・ワールド』が同日に稼ぎ出した額を上回り、この日の北米興行収入で1位となったため、市場関係者に衝撃が走った。また、初日からの3日間では3010万ドルを稼ぎ出し、北米週末興行収入ランキング初登場2位となった。

## 評価
本作は批評家から好意的に評価されている。映画批評集積サイトのRotten Tomatoesには90件のレビューがあり、批評家支持率は70%、平均点は10点満点で5.9点となっている。サイト側による批評家の見解の要約は「『最高の贈りもの』は幅広いユーモアから真正な笑いを引き出しており、深みのある昔ながらのプロットを活かして、感動的なドラマを作り上げた。」となっている。また、Metacriticには30件のレビューがあり、加重平均値は59/100となっている。なお、本作のシネマスコアはA+となっている。

## 続編
2014年7月22日、ユニバーサル・ピクチャーズは『The Best Man Wedding』というタイトルで本作の続編を製作し、2016年4月15日に全米公開すると発表した。主要キャストのスケジュールの都合で、ユニバーサルは本作の全米公開を2017年に延期した。しかし、2017年12月現在、続編に関する情報は途絶えている。